# Церковь Святой Рипсиме (Айгедзор)
Церковь Святой Рипсиме (арм. Սուրբ Հռիփսիմե եկեղեցի) — армянская церковь V-VI веков, располагающаяся в центре села Айгедзор, Тавушской области Армении. В настоящее время сохранились руины церкви.   

## Описание
Каких-либо подробных сведений, включая публикаций в общественном доступе, о церкви нет. Она представляет собой однонефное здание. В 50 м от неё протекает река. На прилегающей территории расположено кладбище. Вокруг церкви имеются хачкары. 

## Галерея

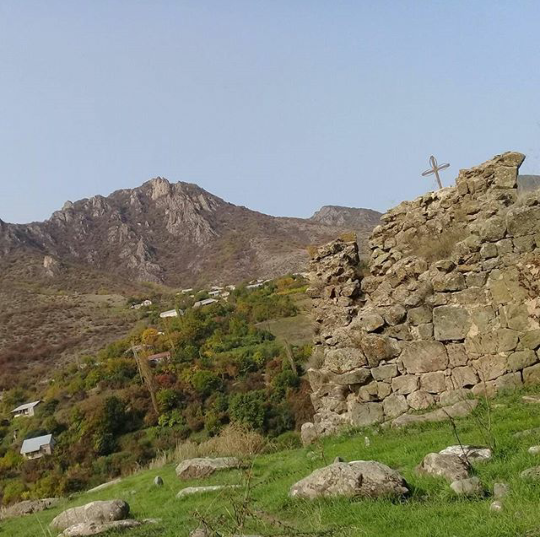